# Emily Head
Emily Rose Head (Wandsworth, 15 dicembre 1988) è un'attrice inglese.

## Biografia
Emily Head è figlia dell'attore Anthony Head. Ha una sorella minore, Daisy, anche lei attrice.

## Filmografia

### Cinema
- Ma part du gâteau, regia di Cèdric Klapisch (2011)
- Finalmente maggiorenni (The Inbetweeners Movie), regia di Ben Palmer (2011)
- One Under, regia di Ruth Pickett – cortometraggio (2016)
- The System, regia di Guy Unsworth (2021)

### Televisione
- Trial & Retribution – serie TV, episodio 9x01 (2005)
- Doc Martin – serie TV, episodio 1x02–1x04 (2007)
- The Invisibles, regia di Will Sinclair e Metin Huseyin – miniserie TV, puntate 2-4 (2007)
- The Inbetweeners – serie TV, 11 episodi (2008-2010)
- M.I. High - Scuola di spie (M.I. High) – serie TV, episodio 4x05 (2010)
- The Inbetweeners – serie TV, 11 episodi (2008–2010)
- Doctors – serial TV, puntate 12x149-17x122 (2010-2015)
- William & Kate - Un amore da favola (William & Catherine: A Royal Romance), regia di Linda Yellen – film TV (2011)
- Rita,  regia di Miguel Arteta – film TV (2013)
- Valle di luna (Emmerdale) – serial TV, 304 puntate (2016-2018)
- Life, regia di Ben Gosling-Fuller e Kate Hewitt – miniserie TV, puntata 4 (2020)
- The Syndicate – serie TV, 6 episodi (2021)
- I misteri di Whitstable Pearl (Whitstable Pearl) – serie TV, 5 episodi (2022)